# Леонид Андрејев
Леонид Николајевич Андрејев (рус. Леони́д Никола́евич Андре́ев; Орел, 21. август 1871 — Куокала, 12. септембар 1919) био је руски драматург, аутор и писац кратких прича. Он је сматран оцем експресионизма у руској књижевности и као један од најталентованијих писаца током сребрног доба. Андрејевски стил комбинује елементе књижевног реализма, натурализма и руског симболизма.